# Chase Elliott
William Clyde Elliott II eller Chase Elliott (født 28. november 1995 i Dawsonville, Georgia) er en amerikansk bilracer. Han kører i øjeblikket i NASCAR Cup-serien med Hendrick Motorsports-holdet i nummer 9 Chevrolet Camaro ZL1 1LE bil sponsoreret af NAPA Auto Parts.
Elliott er den eneste søn af den tidligere NASCAR-racer Bill Elliott.
Elliotts debut i Cup Series begyndte i STP 500-konkurrencen i 2015. Hans første Cup Series-sejr blev vundet i Go Bowling i The Glen 2018-konkurrencen.
I 2020 vandt han NASCAR mesterskabet foran, Joey Logano, Denny Hamlin og Brad Keselowski.